# Shay Laren
Shay Laren (ur. 31 grudnia 1985 w stanie Georgia) – amerykańska modelka i aktorka filmów pornograficznych, słynąca z naturalnego biustu i urody pochodzenia irlandzkiego i włoskiego. Jej rodzina miała też korzenie Indian amerykańskich.

## Życiorys

### Wczesne lata
Urodziła się w Fort Benning w stanie Georgia jako najstarsza z czwórki rodzeństwa. Jej matka zaszła w ciążę jeszcze ucząc się w szkole średniej, ojciec był wojskowym. W dzieciństwie często zmieniała miejsce zamieszkania, ponieważ jej ojciec był wysyłany do służby w bazach wojskowych na całym świecie. Lata nauki w szkole średniej spędziła w Niemczech. Według magazynu „Penthouse” przez pewien czas mieszkała na Hawajach. W wieku 18 lat Laren wyszła za mąż i rozwiodła się rok później, w 2005.

### Kariera

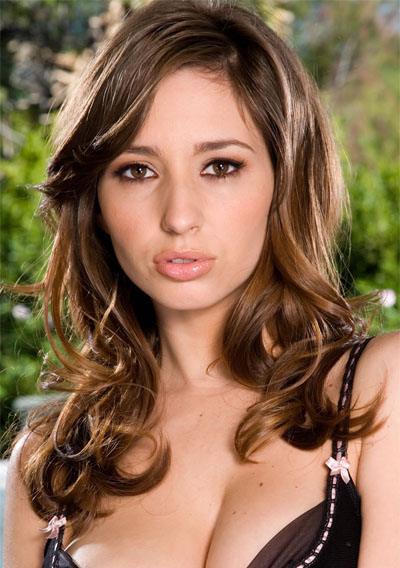
Shay Laren (2008)

Została odkryta przez austriacką aktorkę porno Crystal Klein, sąsiadkę i zdobywczynię tytułu „Ulubienicy Penthouse”.
W 2006 roku, w wieku 21 lat wzięła udział w produkcji FM Concepts Stripped, Silenced and Helpless oraz dwóch twistysnetwork.com – Shay’s Seductive Striptease i She Cleans Better Naked. Stała się znana jest jako „Gif Girl” z programu telewizyjnego Attack of the Show (epizod „Women of the Web”). Brała udział w sesjach zdjęciowych dla takich fotografów jak Holly Randall, Ellen Stagg, Suze Randall czy Joshua Darling. W czerwcu 2006 roku została „Ulubienicą Penthouse”, a grudniu 2007 zdobyła tytuł „DanniGirl of the Month”.
Była gościem programu Howarda Sterna. W serialu HBO Ekipa (Entourage, 2015) wystąpiła jako dziewczyna Boba Ryana (w tej roli Martin Landau). Można ją było także dostrzec w serialu AMC Mad Men.